# One Way Ticket to Hell... and Back
One Way Ticket to Hell... and Back é o segundo álbum de estúdio lançado pela banda inglesa de glam rock The Darkness, em 2005.

## FaixaS
1. "One Way Ticket"
2. "Knockers"
3. "Is It Just Me?"
4. "Dinner Lady Arms"
5. "Seemed Like A Good Idea At The Time"
6. "Hazel Eyes"
7. "Bald"
8. "Girlfriend"
9. "English Country Garden"
10. "Blind Man"